# Synima
Synima é um género botânico pertencente à família Sapindaceae.

## Espécies
1. ↑  «Synima — World Flora Online». www.worldfloraonline.org. Consultado em 19 de agosto de 2020